# Агуаскалиентес (община)
Вижте пояснителната страница за други значения на Агуаскалиентес.
Община Агуаскалиентес се намира в щата Агуаскалиентес, Мексико с площ 1173 км² и население 723 043 души (2005). Административен център е град Агуаскалиентес.